# Arthur Gore
Arthur Gore (n. 2 ianuarie 1868, Lyndhurst, Anglia, Regatul Unit al Marii Britanii și Irlandei – d. 1 decembrie 1928, Metropolitan Borough of Kensington⁠(d), Anglia, Regatul Unit) a fost un jucător de tenis britanic, medaliat olimpic. A participat la 2 ediții ale Jocurilor Olimpice (1908, 1912) în care a câștigat două medalii de aur.